# 2022년 2월
| 2022년: 1월 · 2월 · 3월 · 4월 · 5월 · 6월 · 7월 · 8월 · 9월 · 10월 · 11월 · 12월 |

| \| 2022년 2월 1일 (화요일) \| \| 편집 \| |  |      |
| 문화와 예술 - 대한민국의 방송인 허참이 별세했다. 그가 진행한 대표 프로그램은 KBS 가족오락관이다. 1984년 첫 방송부터 2009년 종영할 때까지 26년간 고정 남성 진행자로 출연하였다. 보건과 환경 - 코로나19 범유행 - 대한민국의 0시 기준 누적 확진자 수가 864,042명으로 집계되었다. 전날 0시 대비 18,343명(국내 18,123, 해외유입 220)이 늘었다. 누계가 일부 정정(-10)되었다. 정치와 선거 - 일본의 정치인 이시하라 신타로가 숨졌다. 이시하라는 제33·34·35·36·37·38·39·40대 중의원(8선)을 지냈으며, 제14·15·16·17대 도쿄도지사를 역임하였다. 이후 제46대 중의원(9선)을 지냈다. |  |      |
| 2022년 2월 1일 (화요일) |  | 편집 |

| 2022년 2월 1일 (화요일) |  | 편집 |

| \| 2022년 2월 2일 (수요일) \| \| 편집 \| |  |      |
| 군사 - 2021~2022년 러시아-우크라이나 위기: 미국의 조 바이든 대통령이 동유럽에 병력 3,000명을 추가 배치를 승인하였다. - 이에 따라 노스캐롤라이나주에 위치한 포트 브래그의 병력 2,000명이 폴란드와 독일에 배치되고, 독일에 주둔 중이던 1,000명 병력이 루마니아로 재배치된다. 러시아의 우크라이나 침공 위기가 고조되는 가운데 이루어진 조치이다. - 미국 국방부 대변인은 추가적인 미군 파병의 가능성을 배제하지 않는다고 밝혔으며, 이번 3,000명 배치 이후 추가 파병 가능성도 열어두었다. 보건과 환경 - 코로나19 범유행 - 대한민국의 0시 기준 누적 확진자 수가 884,310명으로 집계되었다. 전날 0시 대비 20,270명(국내 20,111, 해외유입 159)이 늘었다. 누계가 일부 정정(-2)되었다. 처음으로 일 확진자 수가 20,000명을 넘었다. 스포츠 - 2022년 동계 올림픽의 중화인민공화국 현지 성화 봉송이 시작되었다. 한정 부총리의 봉송 선포식과 함께 시작된 성화 봉송은, 감염증 유행과 관련하여 3일간 약식으로 진행, 베이징 도심과 만리장성, 이화원 등을 돌 예정이다. 성화는 지난 2021년 10월 그리스 올림피아에서 채화되었다. |  |      |
| 2022년 2월 2일 (수요일) |  | 편집 |

| 2022년 2월 2일 (수요일) |  | 편집 |

| \| 2022년 2월 3일 (목요일) \| \| 편집 \| |  |      |
| 군사 - 미국의 조 바이든 대통령이 미군 특수부대의 대테러 작전을 통하여 이라크 레반트 이슬람 국가의 지도자인 아부 이브라힘 알하셰미 알쿠라이시를 제거했다고 밝혔다. 알쿠라이시는 작전 인원들과 대치하다가 자폭한 것으로 알려졌다. 보건과 환경 - 코로나19 범유행 - 대한민국의 0시 기준 누적 확진자 수가 907,214명으로 집계되었다. 전날 0시 대비 22,907명(국내 22,773, 해외유입 134)이 늘었다. 누계가 일부 정정(-3)되었다. 정치와 선거 - 대한민국 제20대 대통령 선거, 대한민국 제20대 대통령 선거 후보 토론회: 이재명(더불어민주당), 윤석열(국민의힘), 심상정(정의당), 안철수(국민의당) 등 후보자 4명이 참가하는 대선 TV 토론회가 실시되었다. 이후 법정 토론회로는 중앙선거관리위원회가 주최하는 주요 후보 토론회가 3회(2월 21일·2월 25일, 3월 2일), 주요 후보 외의 후보 토론회가 1회(2월 22일) 예정되어 있다. |  |      |
| 2022년 2월 3일 (목요일) |  | 편집 |

| 2022년 2월 3일 (목요일) |  | 편집 |

| \| 2022년 2월 4일 (금요일) \| \| 편집 \| |  |      |
| 스포츠 - 2022년 동계 올림픽이 중화인민공화국 베이징에서 개막하였다. 중화인민공화국의 수도인 베이징은 지난 2008년 하계 올림픽을 개최한 도시로, 이번 동계올림픽 개최시 최초로 양대 올림픽(하계 올림픽과 동계 올림픽)을 모두 개최한 도시가 되었다. 보건과 환경 - 코로나19 범유행 - 대한민국의 0시 기준 누적 확진자 수가 934,656명으로 집계되었다. 전날 0시 대비 27,443명(국내 27,283, 해외유입 160)이 늘었다. 누계가 일부 정정(-1)되었다. |  |      |
| 2022년 2월 4일 (금요일) |  | 편집 |

| 2022년 2월 4일 (금요일) |  | 편집 |

| \| 2022년 2월 5일 (토요일) \| \| 편집 \| |  |      |
| 보건과 환경 - 코로나19 범유행 - 대한민국의 0시 기준 누적 확진자 수가 971,018명으로 집계되었다. 전날 0시 대비 36,362명(국내 36,162, 해외유입 200)이 늘었다. 처음으로 일 확진자 수가 30,000 명을 넘었다. 일 확진자 수는 1월 26일 1만 명대, 1주일 만인 2월 2일 2만 명대를 넘어섰으며, 다시 사흘만에 3만 명을 넘어섰다. 전문가들은 2월 말에는 하루 10만 명 이상의 확진자가 발생할 것으로 예측하고 있다. |  |      |
| 2022년 2월 5일 (토요일) |  | 편집 |

| 2022년 2월 5일 (토요일) |  | 편집 |

| \| 2022년 2월 6일 (일요일) \| \| 편집 \| |  |      |
| 보건과 환경 - 코로나19 범유행 - 대한민국의 0시 기준 누적 확진자 수가 1,009,688명으로 집계되었다. 전날 0시 대비 38,691명(국내 38,502, 해외유입 189)이 늘었다. 누계가 일부 정정(-21)되었다. 누적 확진자 수가 1,000,000명을 넘어섰다. 2020년 1월 20일 처음 확진자를 확인한 이후 2년여 만이다. 사고와 재해 - 동아프리카의 섬나라인 마다가스카르에 사피어-심프슨 허리케인 등급 4등급(카테고리 4)인 사이클론 바치라이(Batsirai)가 상륙하였다. 사이클론으로 인하여 최소 10명이 숨지고, 48,000명 이상의 이재민이 발생하였다. 사회 - 영국의 군주: 영국의 엘리자베스 2세가 재위 70주년을 맞았다. 지금까지의 여왕 재위 기간 중 거쳐간 영국의 총리는 윈스턴 처칠부터 보리스 존슨에 이르기까지 14명이다. 스포츠 - 세네갈이 결승전에서 이집트를 상대로 승리를 거두며 2021년 아프리카 네이션스컵 대회 우승을 거두었다. |  |      |
| 2022년 2월 6일 (일요일) |  | 편집 |

| 2022년 2월 6일 (일요일) |  | 편집 |

| \| 2022년 2월 7일 (월요일) \| \| 편집 \| |  |      |
| 보건과 환경 - 코로나19 범유행 - 대한민국의 0시 기준 누적 확진자 수가 1,044,963명으로 집계되었다. 전날 0시 대비 35,286명(국내 35,131, 해외유입 155)이 늘었다. 누계가 일부 정정(-11)되었다. |  |      |
| 2022년 2월 7일 (월요일) |  | 편집 |

| 2022년 2월 7일 (월요일) |  | 편집 |

| \| 2022년 2월 8일 (화요일) \| \| 편집 \| |  |      |
| 보건과 환경 - 코로나19 범유행 - 대한민국의 0시 기준 누적 확진자 수가 1,081,681명으로 집계되었다. 전날 0시 대비 36,719명(국내 36,619, 해외유입 100)이 늘었다. 누계가 일부 정정(-1)되었다. |  |      |
| 2022년 2월 8일 (화요일) |  | 편집 |

| 2022년 2월 8일 (화요일) |  | 편집 |

| \| 2022년 2월 9일 (수요일) \| \| 편집 \| |  |      |
| 보건과 환경 - 코로나19 범유행 - 대한민국의 0시 기준 누적 확진자 수가 1,131,239명으로 집계되었다. 전날 0시 대비 49,567명(국내 49,402, 해외유입 165)이 늘었다. 누계가 일부 정정(-9)되었다. - 덴마크의 여왕 마르그레테 2세가 양성 판정을 받았다. - 스페인의 국왕 펠리페 6세가 양성 판정을 받았다. - 슬로베니아의 야네스 얀샤 총리가 양성 판정을 받았다. |  |      |
| 2022년 2월 9일 (수요일) |  | 편집 |

| 2022년 2월 9일 (수요일) |  | 편집 |

| \| 2022년 2월 10일 (목요일) \| \| 편집 \| |  |      |
| 보건과 환경 - 코로나19 범유행 - 대한민국의 0시 기준 누적 확진자 수가 1,185,361명으로 집계되었다. 전날 0시 대비 54,122명(국내 54,034, 해외유입 88)이 늘었다. 처음으로 일 확진자 수가 5만 명을 넘었다. 2월 5일(36,362명) 3만 명을 넘고, 2월 9일(49,567명) 4만 명을 넘은데 이은 것이다. - 영국의 웨일스 공 찰스(찰스 왕세자)가 두 번째로 양성 판정을 받았다. 찰스공은 2020년 3월에도 확진되었었다. |  |      |
| 2022년 2월 10일 (목요일) |  | 편집 |

| 2022년 2월 10일 (목요일) |  | 편집 |

| \| 2022년 2월 11일 (금요일) \| \| 편집 \| |  |      |
| 사고와 재해 - 러시아-우크라이나 전쟁 - 2021~2022년 러시아-우크라이나 위기 - 대한민국 외교부는 우크라이나 전 지역 여행금지 최고 단계인 4단계를 긴급 발령했다. 보건과 환경 - 코로나19 범유행 - 대한민국의 0시 기준 누적 확진자 수가 1,239,287명으로 집계되었다. 전날 0시 대비 53,926명(국내 53,797, 해외유입 129)이 늘었다. - 오스트레일리아 정부가 코알라를 공식적으로 멸종위기종으로 지정하였다. - 당국은 기후 변화와 서식지 감소, 산불, 불임과 사망의 원인인 클라미디아 감염증 확산 등과 관련하여, 수도 준주와 뉴사우스웨일스주, 퀸즐랜드주에서 코알라를 멸종위기종으로 지정하고, 정부 차원의 개체수 회복 노력이 뒤따를 것이라고 발표하였다. - 2019~2020년 오스트레일리아 밀림 산불: 2019년부터 2020년까지 산불로 인해 죽은 코알라의 수는 60,000 마리 이상인 것으로 알려졌다. 정치와 선거 - 대한민국 제20대 대통령 선거, 대한민국 제20대 대통령 선거 후보 토론회: 주요 대선 후보인 이재명(더불어민주당), 윤석열(국민의힘), 심상정(정의당), 안철수(국민의당) 등 후보자 4명이 참가하는 대선 TV 토론회가 실시되었다. 이번 토론회는 한국기자협회가 주최하고, 보도전문채널 2개사(YTN, 연합뉴스TV)와 종합편성 4개사(JTBC, MBN, TV조선, 채널A) 등 6개 방송사가 주관하였다. - 지난 1월 쿠데타가 발생한 서아프리카의 부르키나파소에서 폴-앙리 산다오고 다미바(Paul-Henri Sandaogo Damiba) 중령이 대통령에 선출되었다. 임기는 쿠데타로 시점으로 소급하고, 오는 2월 16일 공식 취임할 것으로 알려졌다. |  |      |
| 2022년 2월 11일 (금요일) |  | 편집 |

| 2022년 2월 11일 (금요일) |  | 편집 |

| \| 2022년 2월 12일 (토요일) \| \| 편집 \| |  |      |
| 사고와 재해 - 러시아-우크라이나 전쟁 - 2021~2022년 러시아-우크라이나 위기 - 미국 연방 정부는 우크라이나에서 주재대사관을 철수시켰다. 그리고 러시아의 우크라이나 침공 시점을 2월 16일로 제시했다. 보건과 환경 - 코로나19 범유행 - 대한민국의 0시 기준 누적 확진자 수가 1,294,205명으로 집계되었다. 전날 0시 대비 54,941명(국내 54,828, 해외유입 113)이 늘었다. 누계가 일부 정정(-23)되었다. |  |      |
| 2022년 2월 12일 (토요일) |  | 편집 |

| 2022년 2월 12일 (토요일) |  | 편집 |

| \| 2022년 2월 13일 (일요일) \| \| 편집 \| |  |      |
| 보건과 환경 - 코로나19 범유행 - 대한민국의 0시 기준 누적 확진자 수가 1,350,630명으로 집계되었다. 전날 0시 대비 56,431명(국내 56,297, 해외유입 134)이 늘었다. 누계가 일부 정정(-6)되었다. 스포츠 제56회 슈퍼볼(Super Bowl LVI)에서 로스앤젤레스 램스가 신시내티 벵골스를 꺾고 우승하였다. |  |      |
| 2022년 2월 13일 (일요일) |  | 편집 |

| 2022년 2월 13일 (일요일) |  | 편집 |

| \| 2022년 2월 14일 (월요일) \| \| 편집 \| |  |      |
| 보건과 환경 - 코로나19 범유행 - 대한민국의 0시 기준 누적 확진자 수가 1,405,246명으로 집계되었다. 전날 0시 대비 54,619명(국내 54,513, 해외유입 106)이 늘었다. 누계가 일부 정정(-3)되었다. 사고와 재해 - 러시아-우크라이나 전쟁 - 2021~2022년 러시아-우크라이나 위기 - 미국 대통령 조 바이든과 러시아 대통령 블라디미르 푸틴이 전화 통화로 중재시키려 했지만 성과 없이 협상에 실패하였다. |  |      |
| 2022년 2월 14일 (월요일) |  | 편집 |

| 2022년 2월 14일 (월요일) |  | 편집 |

| \| 2022년 2월 15일 (화요일) \| \| 편집 \| |  |      |
| 보건과 환경 - 코로나19 범유행 - 대한민국의 0시 기준 누적 확진자 수가 1,462,421명으로 집계되었다. 전날 0시 대비 57,177명(국내 57,012, 해외유입 165)이 늘었다. 누계가 일부 정정(-2)되었다. 재해와 사고 - 브라질 리우데자네이루주의 페트로폴리스에서 홍수와 이에 따른 산사태 등으로, 최소 146명 이상이 숨졌다. 정치와 선거 - 대한민국 제20대 대통령 선거: 공식 선거 운동 기간이 시작되었다. 기간은 2월 15일부터 본투표(3월 9일) 전날인 3월 8일까지 22일간이다. |  |      |
| 2022년 2월 15일 (화요일) |  | 편집 |

| 2022년 2월 15일 (화요일) |  | 편집 |

| \| 2022년 2월 16일 (수요일) \| \| 편집 \| |  |      |
| 보건과 환경 - 코로나19 범유행 - 대한민국의 0시 기준 누적 확진자 수가 1,552,851명으로 집계되었다. 전날 0시 대비 90,443명(국내 90,281, 해외유입 162)이 늘었다. 누계가 일부 정정(-13)되었다. 일 확진자 수가 2월 15일 대비 33,000여 명 이상이 늘며, 일일 확진자 수가 처음으로 9만 명대를 기록하였다. 2월 10일, 5만 명을 넘어선 이후 엿새 만이다. 사고와 재해 - 경상북도 영덕군 영덕읍에서 산불이 발생하였다. 스포츠 - 2022년 동계 올림픽 - 여자 쇼트트랙 1500m 경기에서 최민정 선수가 금메달을 획득하였다. |  |      |
| 2022년 2월 16일 (수요일) |  | 편집 |

| 2022년 2월 16일 (수요일) |  | 편집 |

| \| 2022년 2월 17일 (목요일) \| \| 편집 \| |  |      |
| 군사 - 러시아-우크라이나 전쟁 - 2021~2022년 러시아-우크라이나 위기 - 우크라이나군이 친러시아 반군이 장악한 루간스크 인민공화국 지역 4곳에 박격포와 수류탄으로 공격했다. 보건과 환경 - 코로나19 범유행 - 대한민국의 0시 기준 누적 확진자 수가 1,645,978명으로 집계되었다. 전날 0시 대비 93,135명(국내 93,045, 해외유입 90)이 늘었다. 누계가 일부 정정(-8)되었다. |  |      |
| 2022년 2월 17일 (목요일) |  | 편집 |

| 2022년 2월 17일 (목요일) |  | 편집 |

| \| 2022년 2월 18일 (금요일) \| \| 편집 \| |  |      |
| 보건과 환경 - 코로나19 범유행 - 대한민국의 0시 기준 누적 확진자 수가 1,755,806명으로 집계되었다. 전날 0시 대비 109,715명(국내 109,715, 해외유입 116)이 늘었다. 누계가 일부 정정(-3)되었다. 처음으로 일일 확진자 수가 10만 명을 넘어섰다. 대한민국의 일일 확진자 수는 2월 10일, 5만 명대를 넘어섰고, 이틀 전인 2월 16일에는 9만 명대를 넘어섰다. |  |      |
| 2022년 2월 18일 (금요일) |  | 편집 |

| 2022년 2월 18일 (금요일) |  | 편집 |

| \| 2022년 2월 19일 (토요일) \| \| 편집 \| |  |      |
| 보건과 환경 - 코로나19 범유행 - 대한민국의 0시 기준 누적 확진자 수가 1,858,009명으로 집계되었다. 전날 0시 대비 102,211명(국내 102,072, 해외유입 139)이 늘었다. 누계가 일부 정정(-8)되었다. |  |      |
| 2022년 2월 19일 (토요일) |  | 편집 |

| 2022년 2월 19일 (토요일) |  | 편집 |

| \| 2022년 2월 20일 (일요일) \| \| 편집 \| |  |      |
| 과학과 기술 - 대한민국의 시험용 달 궤도선 실물이 공개되었다. 달 궤도선은 검증 과정을 거친 후, 오는 2021년 8월 발사할 것으로 알려졌다. 군사 - 러시아-우크라이나 전쟁 - 2021~2022년 러시아-우크라이나 위기 - 우크라이나 돈바스 지역에서 정부군과 반군 간 교전이 사흘째 이어지면서 우크라이나 군인 2명이 사망하고 4명이 부상당하는 사건이 발생하였다. 보건과 환경 - 코로나19 범유행 - 대한민국의 0시 기준 누적 확진자 수가 1,962,837명으로 집계되었다. 전날 0시 대비 104,829명(국내 104,732, 해외유입 97)이 늘었다. 누계가 일부 정정(-1)되었다. - 영국의 엘리자베스 2세가 양성 판정을 받았다. 스포츠 - 2022년 동계 올림픽: 지난 2월 4일 개막한 동계 올림픽 대회가 폐막하였다. - 대회 메달 집계 결과 노르웨이가 1위, 독일이 2위, 미국이 3위를 기록하였으며, 개최국 중화인민공화국은 6위를 기록하였다. - 올림픽기 이양식에서 중화인민공화국 베이징시 천지닝 시장이 토마스 바흐 국제 올림픽 위원회(IOC) 위원장에게 올림픽기를 전달하고, 바흐 IOC 위원장은 차기 동계 올림픽인 2026년 동계 올림픽 개최지인 이탈리아 밀라노의 주세페 살라(Giuseppe Sala) 시장과 장피에로 게디나(Gianpietro Ghedina) 코르티나담페초 시장에게 올림픽기를 전달하였다. 2026년 동계 올림픽은 처음으로 두 도시에서 열리게 된다. |  |      |
| 2022년 2월 20일 (일요일) |  | 편집 |

| 2022년 2월 20일 (일요일) |  | 편집 |

| \| 2022년 2월 21일 (월요일) \| \| 편집 \| |  |      |
| 군사 - 러시아-우크라이나 전쟁 - 2021~2022년 러시아-우크라이나 위기 - 미국 정보당국이 러시아의 군 지휘관들이 우크라이나 침공을 계속 진행하라는 지시를 받았다는 정보를 입수했다. 보건과 환경 - 코로나19 범유행 - 대한민국의 0시 기준 누적 확진자 수가 2,058,184명으로 집계되었다. 전날 0시 대비 95,362명(국내 95,218, 해외유입 144)이 늘었다. 누계가 일부 정정(-15)되었다. 누적 확진자 수가 200만 명을 넘어섰다. 앞서 2020년 1월 20일 첫 확진자 발생 이후 2년 여가 지나 2022년 2월 6일 100만 명을 넘었으며, 이후 15일 만에 200만 명을 넘어선 것이다. 정치와 선거 - 대한민국 제20대 대통령 선거, 대한민국 제20대 대통령 선거 후보 토론회: 주요 대선 후보자 4명이 참가하는 대선 TV 토론회가 실시되었다. 이번 토론회는 중앙선거관리위원회(중앙선관위)가 주관하는 3회의 법정토론 중 첫 번째이다. 이후 중앙선관위 주관 토론회는 2월 25일과 3월 2일 실시 예정이다. |  |      |
| 2022년 2월 21일 (월요일) |  | 편집 |

| 2022년 2월 21일 (월요일) |  | 편집 |

| \| 2022년 2월 22일 (화요일) \| \| 편집 \| |  |      |
| 군사 - 러시아-우크라이나 전쟁 - 2021~2022년 러시아-우크라이나 위기 - 블라디미르 푸틴 러시아 대통령이 러시아 평화유지군에 우크라이나 동부 돈바스 지역에 진입할 것을 명령했다. - 미국 연방 정부는 러시아군이 우크라이나 침공시 살해 대상 명단 작성한 사실을 유엔을 통해 밝혔다. - 대한민국 국토교통부는 우크라이나에서 일하던 한국인 건설근로자 4명 전원 대피조치했다고 밝혔다. 보건과 환경 - 코로나19 범유행 - 대한민국의 0시 기준 누적 확진자 수가 2,157,734명으로 집계되었다. 전날 0시 대비 99,573명(국내 99,444, 해외유입 129)이 늘었다. 누계가 일부 정정(-23)되었다. 사고와 재해 - 도네츠크 국제공항에 큰 폭발이 발생하여 일부 건물이 소실되었다. |  |      |
| 2022년 2월 22일 (화요일) |  | 편집 |

| 2022년 2월 22일 (화요일) |  | 편집 |

| \| 2022년 2월 23일 (수요일) \| \| 편집 \| |  |      |
| 군사 - 러시아-우크라이나 전쟁 - 2021~2022년 러시아-우크라이나 위기 - 우크라이나 정부는 동부 돈바스 지역을 제외한 전역에 국가비상사태를 선언할 예정이다. 의회 공식 승인만을 남겨두고 있다. - 우크라이나에서 발전소, 방송국이 파괴되고 사상자가 발생하였다. 보건과 환경 - 코로나19 범유행 - 대한민국의 0시 기준 누적 확진자 수가 2,329,182명으로 집계되었다. 전날 0시 대비 171,452명(국내 171,271, 해외유입 181)이 늘었다. 누계가 일부 정정(-4)되었다. 역대 최다 확진자 수로, 이전에 가장 많은 수가 확진된 닷새 전(2월 18일, 109,715명) 대비 6만여 명 이상이 늘어난 수치이다. |  |      |
| 2022년 2월 23일 (수요일) |  | 편집 |

| 2022년 2월 23일 (수요일) |  | 편집 |

| \| 2022년 2월 24일 (목요일) \| \| 편집 \| |  |      |
| 경제와 비즈니스 - 한국은행 기준금리: 한국은행(한은)이 금융통화위원회(금통위)를 열고, 1.25% 기준금리 유지를 결정하였다. 현행 금리(1.25%)는 지난 2022년 1월 14일 0.25%p 인상된 수준이다. 군사 - 러시아-우크라이나 전쟁 - 2021~2022년 러시아-우크라이나 위기 - 블라디미르 푸틴 러시아 대통령이 우크라이나 내 군사작전을 선포하였다. - 우크라이나 의회는 비상사태 선포를 승인하였다. - 우크라이나 정부는 러시아의 우크라이나 침공에 대한 대응 차원에서 러시아와의 외교 관계를 단절했다. - 우크라이나에서 키예프와 보리스필 국제공항을 포함해 크라마토르스크, 오데사, 하리코프, 베르단스크 등 우크라이나 전역에서 폭발이 발생하였고, 계엄령이 발령되었다. 보건과 환경 - 코로나19 범유행 - 대한민국의 0시 기준 누적 확진자 수가 2,499,188명으로 집계되었다. 전날 0시 대비 170,016명(국내 169,846, 해외유입 170)이 늘었다. 누계가 일부 정정(-10)되었다. |  |      |
| 2022년 2월 24일 (목요일) |  | 편집 |

| 2022년 2월 24일 (목요일) |  | 편집 |

| \| 2022년 2월 25일 (금요일) \| \| 편집 \| |  |      |
| 군사 - 러시아-우크라이나 전쟁 - 2021~2022년 러시아-우크라이나 위기 - 러시아군은 체르노빌 원자력 발전소를 점령하였다. - 볼로디미르 젤렌스키 우크라이나 대통령이 국가 총동원령을 승인했다. - 어나니머스가 러시아에 사이버 전쟁을 선포하였다. - 러시아군과 우크라이나군의 교전이 키예프 북부지역에서 시작되었다. - 러시아군이 우크라이나 수도 키예프 32㎞앞까지 다가갔다. - 러시아는 서방 제재에 보복할 것이라고 밝혔다. - 러시아 흑해 함대가 몰도바의 함선을 공격했다. 보건과 환경 - 코로나19 범유행 - 대한민국의 0시 기준 누적 확진자 수가 2,665,077명으로 집계되었다. 전날 0시 대비 165,890명(국내 165,749, 해외유입 141)이 늘었다. 누계가 일부 정정(-1)되었다. 사고와 재해 - 2022년 수마트라 지진: 인도네시아 수마트라섬 서부에 모멘트 규모 6.2의 지진이 발생하였다. 이로 인하여 최소 8명이 숨지고, 86명 이상이 부상, 6명이 실종되는 인명 피해 등이 발생하였다. |  |      |
| 2022년 2월 25일 (금요일) |  | 편집 |

| 2022년 2월 25일 (금요일) |  | 편집 |

| \| 2022년 2월 26일 (토요일) \| \| 편집 \| |  |      |
| 군사 - 러시아-우크라이나 전쟁 - 2021~2022년 러시아-우크라이나 위기 - 미국 국무부에서 러시아가 다른 국가 상대로 침공 가능성 있다고 언급하였다. 보건과 환경 - 코로나19 범유행 - 대한민국의 0시 기준 누적 확진자 수가 2,831,283명으로 집계되었다. 전날 0시 대비 166,209명(국내 166,068, 해외유입 141)이 늘었다. 누계가 일부 정정(-3)되었다. 스포츠 - 프리미어리그(EPL) 토트넘 홋스퍼의 손흥민과 해리 케인이 37번째 합작골을 기록하며, 맨체스터 시티의 디디에 드로그바와 프랭크 램퍼드의 종전 36골(2004~2012) 기록을 넘어서는 EPL에서 가장 많은 합작골 기록(All-time Top Premier League partnerships)을 새롭게 썼다. - 37번째 골은 해리 케인의 롱패스를 받아 손흥민이 골로 연결시켰다. 지금까지 손흥민이 해리 케인의 19골을, 해리 케인이 손흥민의 18골을 각각 어시스트하였다. - 둘의 첫 합작골은 2016년 9월 10일, 프리미어리그 2016-17 시즌 4라운드 스토크시티와의 경기에서 손흥민의 패스를 받아 해리 케인이 골을 넣은 것이 처음이다. |  |      |
| 2022년 2월 26일 (토요일) |  | 편집 |

| 2022년 2월 26일 (토요일) |  | 편집 |

| \| 2022년 2월 27일 (일요일) \| \| 편집 \| |  |      |
| 군사 - 러시아-우크라이나 전쟁 - 2021~2022년 러시아-우크라이나 위기 - 러시아가 핵무기 협정 탈퇴로 대응할 것이라 경고했다. 보건과 환경 - 코로나19 범유행 - 대한민국의 0시 기준 누적 확진자 수가 2,994,841명으로 집계되었다. 전날 0시 대비 163,566명(국내 163,414, 해외유입 152)이 늘었다. 누계가 일부 정정(-8)되었다. |  |      |
| 2022년 2월 27일 (일요일) |  | 편집 |

| 2022년 2월 27일 (일요일) |  | 편집 |

| \| 2022년 2월 28일 (월요일) \| \| 편집 \| |  |      |
| 경제와 비즈니스 - 러시아 중앙은행이 9.5 % 수준이던 러시아의 기준 금리를 10.5 %p를 올린 20%로 인상하였다. 중앙은행은 루블화의 가치 하락과 이에 따른 인플레이션 위험을 상쇄를 위한 결정이라고 설명하였다. - 러시아의 우크라이나와의 전쟁과 관련하여 서방권은 여러 경제 제재를 결정하였으며, 특히 2월 26일에는 SWIFT(스위프트, 국제은행간통신협회) 결제망에서 일부 러시아 은행 등을 배제하기로 결의하였다. - 루블화는 25일 금요일 외환시장에서 달러당 83.8 루블로 마감한 것이 28일 월요일 장중 한 때 110 루블까지 하락하기도 하였으며, 98.11 루블로 마감하였다. 근 1년여 간 달러당 80루블 아래였던 환율은 위기가 고조되며 지난 2월 23일, 80 루블선을 넘어섰다. 군사 - 러시아-우크라이나 전쟁 - 2021~2022년 러시아-우크라이나 위기 - 블라디미르 푸틴 러시아 대통령이 우크라이나 침공으로 서방의 경제 제재가 최고조에 달하자 핵무기 운용부대 특별 전투임무 돌입을 명령했다. - 러시아 국방부는 핵전력 강화 태세에 돌입했다. 보건과 환경 - 코로나19 범유행 - 대한민국의 0시 기준 누적 확진자 수가 3,134,456명으로 집계되었다. 전날 0시 대비 139,626명(국내 139,466, 해외유입 160)이 늘었다. 누계가 일부 정정(-11)되었다. 앞서 2020년 1월 20일 첫 확진자 발생 이후, 2년 여가 지난 2022년 2월 6일 100만 명, 이후 15일 만인 2월 21일 200만 명을 넘어선데 이어 7일 만이다. |  |      |
| 2022년 2월 28일 (월요일) |  | 편집 |

| 2022년 2월 28일 (월요일) |  | 편집 |

| <       | 2022년 2월 | 2022년 2월 | 2022년 2월 | 2022년 2월 | 2022년 2월 | >       |
| 일      | 월         | 화         | 수         | 목         | 금         | 토      |
|         |            | 1 1.1 을유 | 2 병술     | 3 정해     | 4 무자     | 5 기축  |
| 6 경인  | 7 신묘     | 8 임진     | 9 계사     | 10 갑오    | 11 을미    | 12 병신 |
| 13 정유 | 14 무술    | 15 기해    | 16 경자    | 17 신축    | 18 임인    | 19 계묘 |
| 20 갑진 | 21 을사    | 22 병오    | 23 정미    | 24 무신    | 25 기유    | 26 경술 |
| 27 신해 | 28 임자    |            |            |            |            |         |

| - 2022년 - 1월 - 2월 - 3월 편집하기 |